# میلیان زکوویچ
میلیان زکوویچ (انگلیسی: Miljan Zeković؛ ۱۵ نوامبر ۱۹۲۵ – ۱۰ دسامبر ۱۹۹۳) بازیکن فوتبال اهل یوگسلاوی بود.
از باشگاه‌هایی که در آن بازی کرده‌است می‌توان به باشگاه فوتبال گراتس، باشگاه فوتبال ستاره سرخ بلگراد، و باشگاه فوتبال سوتیسکا نیکشیچ اشاره کرد.
وی همچنین در تیم ملی فوتبال یوگسلاوی بازی کرده‌است.